# Москони, Катя
Катя Инес Москони (итал. Katia Ines Mosconi; род. 28 апреля 1973, Аоста) — итальянская шорт-трекистка. Участница зимних Олимпийских игр 1994 года, чемпионка мира 1993 года, бронзовый призёр чемпионата мира 1994 года.

## Биография
Катя Москони родилась 28 апреля 1973 года в итальянском городе Аоста.
Выступала в соревнованиях по шорт-треку за «Фречче Россонере» из Аосты.
Дважды выигрывала медали командного чемпионата мира: золотую в 1993 году в Будапеште и бронзовую в 1994 году в Кембридже.
В 1994 году вошла в состав сборной Италии на зимних Олимпийских играх в Лиллехаммере. На дистанции 500 метров заняла 3-е место в забеге 1/8 финала, показав результат 47,90 секунды и уступив 0,43 секунды попавшей в четвертьфинал со 2-го места Марине Пылаевой из России. На дистанции 1000 метров заняла 3-е место в забеге 1/8 финала с результатом 1 минута 41,51 секунды, уступив 1,79 секунды попавшей в четвертьфинал со 2-го места Чжан Яньмэй из Китая. В эстафете на 3000 метров сборная Италии, за которую также выступали Барбара Бальдиссера, Маринелла Канклини и Мара Урбани, заняла в полуфинале последнее, 4-е место с результатом 4.45,18 и попала в финал за 5-8-е места, в котором победила (4.34,46). Поскольку сборная Китая в финале была дисквалифицирована, итальянки заняли итоговое 4-е место.